# Војислав Роглић
Војислав Роглић (1882 —1940) био је тамбур-мажор, капелник оркестра Краљеве гарде.

## Биографија
Војислав Воја Роглић рођен је у Крагујевцу 1882. године. Завршио је Подофицирску војну школу. Био је наредник-водник, тамбур мажор (заповједник добошара)- чин у војсци. Од 27. октобра 1900. године је у свијету музике. Дио задатака Станислава Биничког, због његових обавеза и школовања, преузео је Воја Ролгић и постављен је за капелника у оркестру Краљеве гарде. (Београдски лист „Време“ биљежи тридесетогодишњицу његовог рада у војној музици 16. октобра 1930. године.):
| „ | Нема Београђанина коме није пала у очи крупна, маркантна фигура кад иде испред музике Краљеве гарде, за време смене дворске страже...“ | ” |

Београдски лист „Време“ од 10.10.1929. у чланку о војним маневрима војске Краљевине Југославије између Београда и Ваљева о Војиславу Роглићу и оркестру Краљеве гарде пише:
| „ | Парадно стоји за једним плотом ... крупни Роглић и маше огромном штапином ... и трубе задуваше, добоши загрмеше, зацикта флаута. Пролазе пукови као зелени таласи“ | ” |

Пензионисан је 28. фебруара 1931. године
Преминуо је 9. јануара 1940. године. у Београду гдје је и сахрањен на Новом Гробљу, 11. јануара 1940. године.

## Одликовања
Одликован је Краљевски орденом Светог Саве V реда.